# Marc Bohan

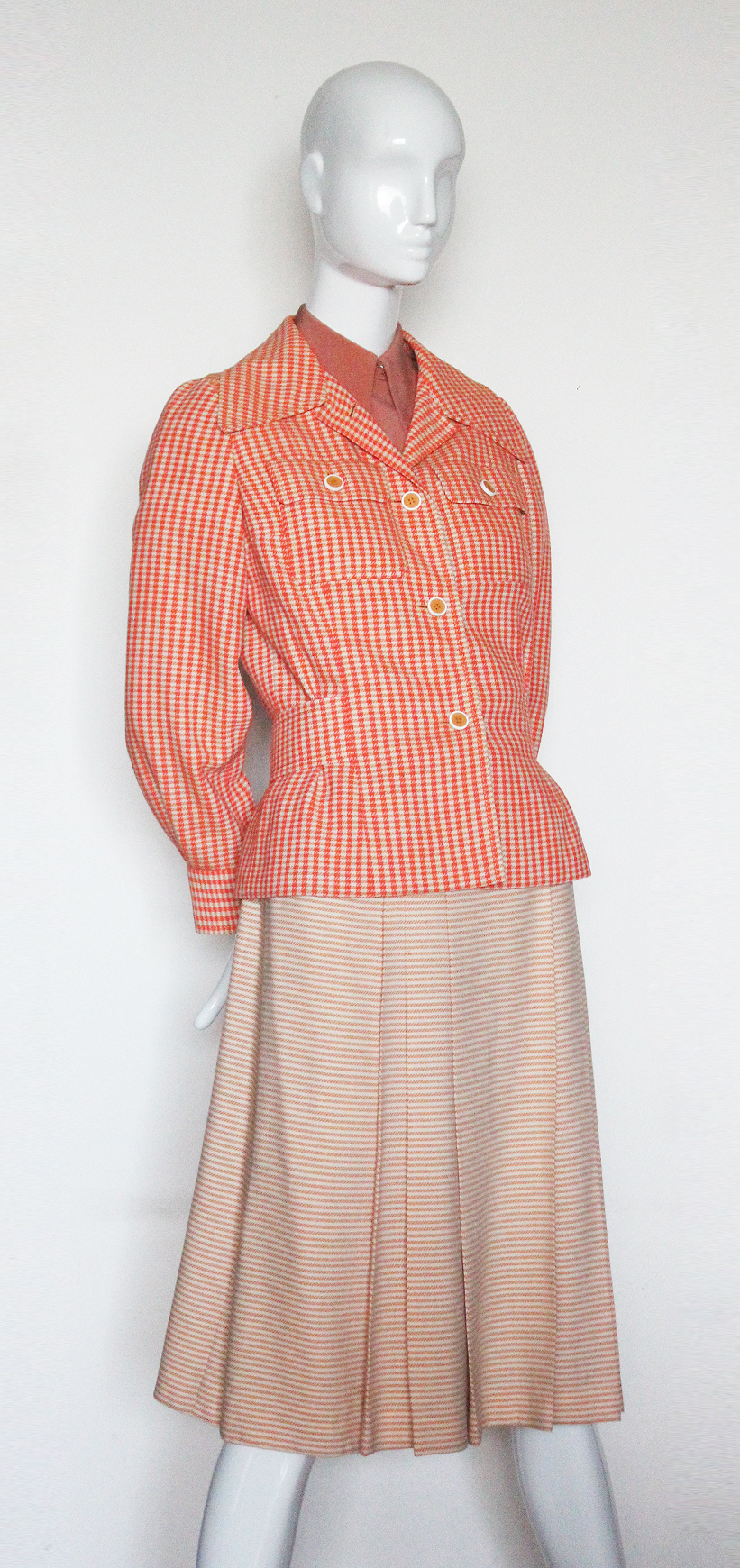
Dräkt designad av Marc Bohan år 1973 för Christian Dior.

Marc Roger Maurice Louis Bohan, född 22 augusti 1926 i Verrières-le-Buisson, Essonne, död 6 september 2023 i Châtillon-sur-Seine, Côte-d'Or, var en fransk modedesigner.
Marc Bohan arbetade för Christian Dior 1958–1989. Han skapade kläder i en sober men ungdomlig stil, bland annat för Jacqueline Kennedy på 1960-talet.
I Sverige är Bohan mest känd för att ha designat drottning Silvias brudklänning.